# Mercedes-Benz Vision EQ Silver Arrow
La Vision EQ Silver Arrow est un concept-car de véhicule 100% électrique du constructeur automobile allemand Mercedes-Benz présenté au Pebble Beach Concours d'Elegance 2018, annonçant l'arrivée de la gamme électrique EQ du constructeur.

## Présentation

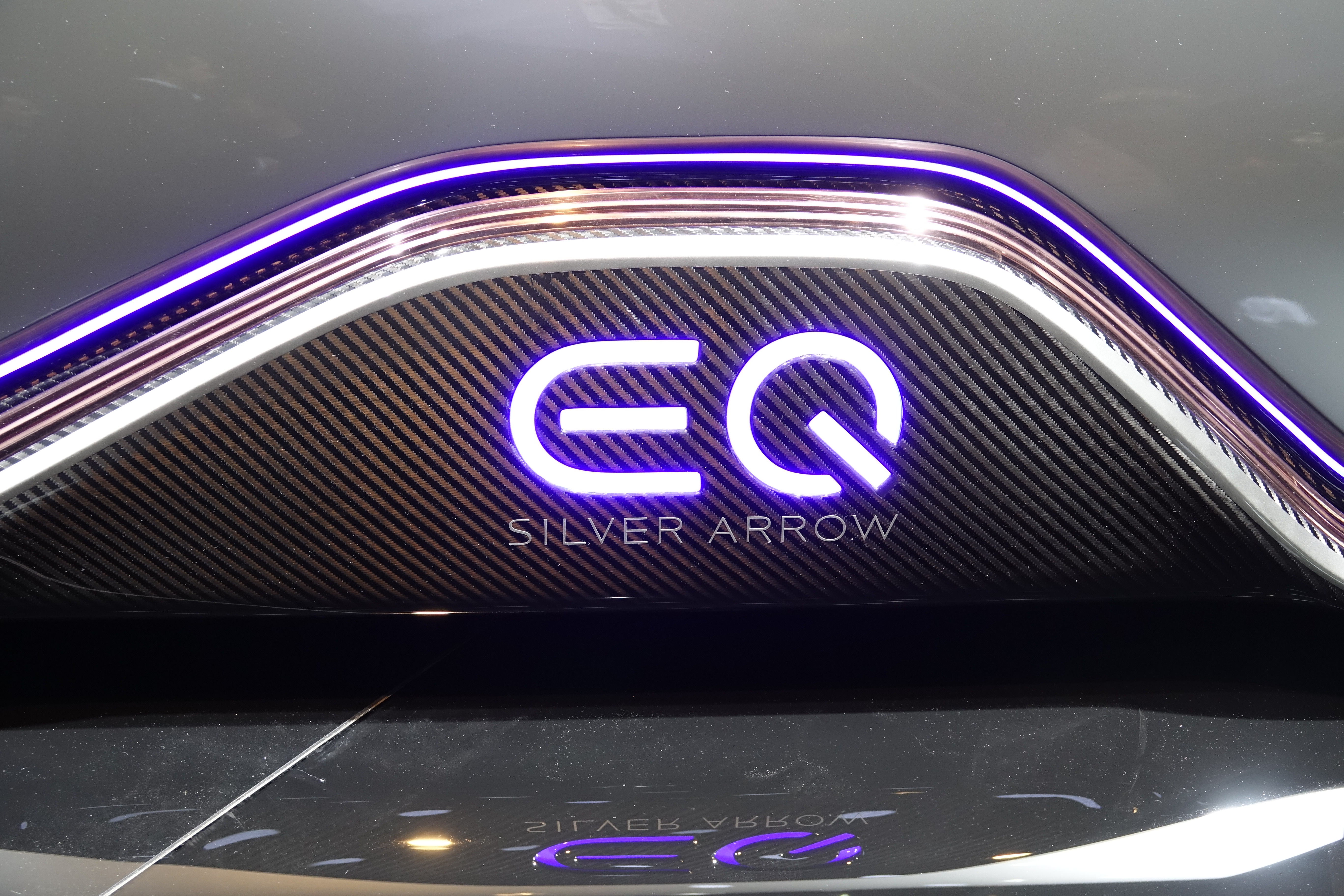
Gamme électrique EQ de Mercedes-Benz

La Mercedes Vision EQ Silver Arrow est présentée le 24 août 2018 au concours d'élégance de Pebble Beach 2018 en Californie, aux États-Unis avant son exposition européenne au Mondial de l'Auto de Paris 2018.
Les derniers concept-car Mercedes-Benz se nomment « Vision » et la future gamme électrique du constructeur se nomme « EQ ». Avec ce nouveau concept-car électrique, Mercedes rend hommage aux flèches d'argent (Silver Arrow) et notamment la Mercedes-Benz W125 Rekordwagen qui a établi le record de vitesse du kilomètre lancé à 432,7 km/h en 1938. À l'opposé de son aînée, la Silver Arrow de 2018 est 100 % électrique, elle troque le V12 de 5 573 cm3 contre un moteur électrique de 750 ch associée à une batterie de 80 kWh.

## Caractéristiques électriques

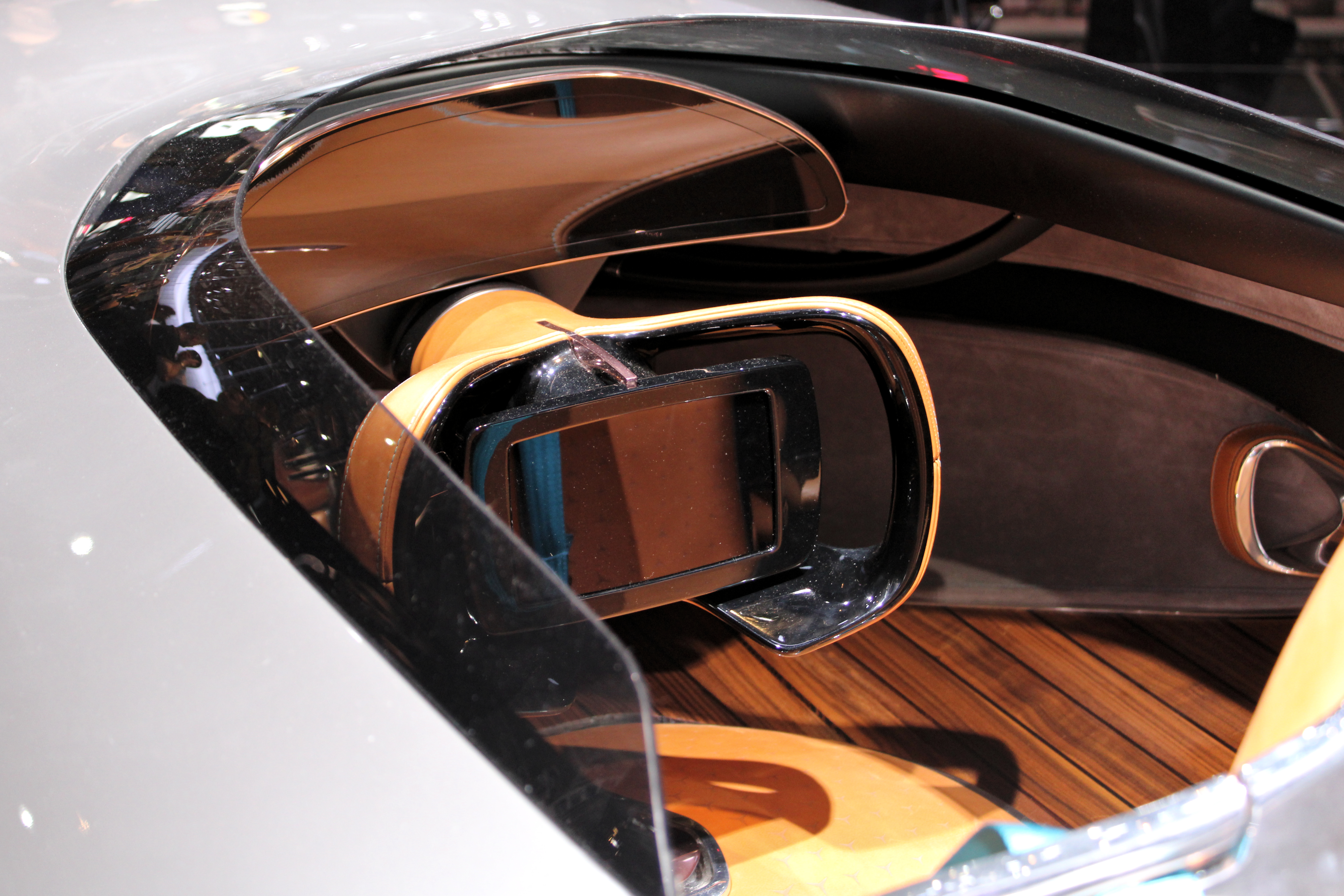
Cockpit de l'EQ Silver Arrow

La Silver Arrow reçoit une carrosserie en fibre de carbone et son volant est équipé d'un écran tactile en son centre, quant à la planche de bord elle reçoit aussi un écran qui restitue des images en 3D.

### Motorisation
Le moteur électrique fournit une puissance de 550 kW équivalente à 750 ch, et bénéficie d'une autonome de 400 km grâce à sa batterie de 80 kWh.
|                               | Mercedes-Benz Vision EQ Silver Arrow |
| Puissance maximale ch (kW)    | 750 (550)                            |
| Couple maximal (N m)          |                                      |
| Capacité de la batterie (kWh) | 80                                   |
| Transmission                  | Intégrale                            |
| Vitesse maximale (km/h)       | > 400                                |
| 0-100 km/h (s)                |                                      |
| Masse à vide (kg)             |                                      |

## Galerie

Mercedes-Benz Vision EQ Silver Arrow au Mondial de l'Auto Paris 2018
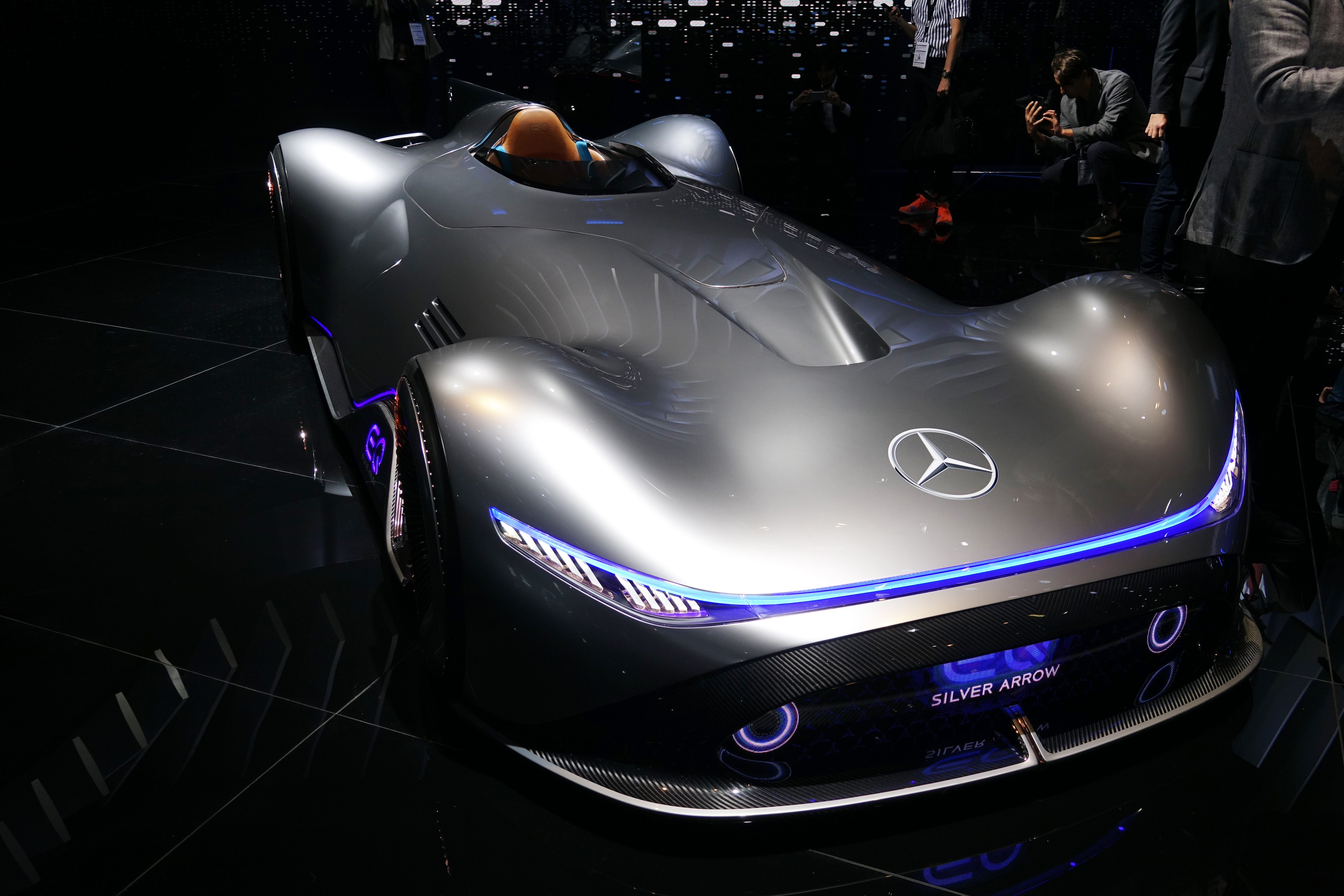
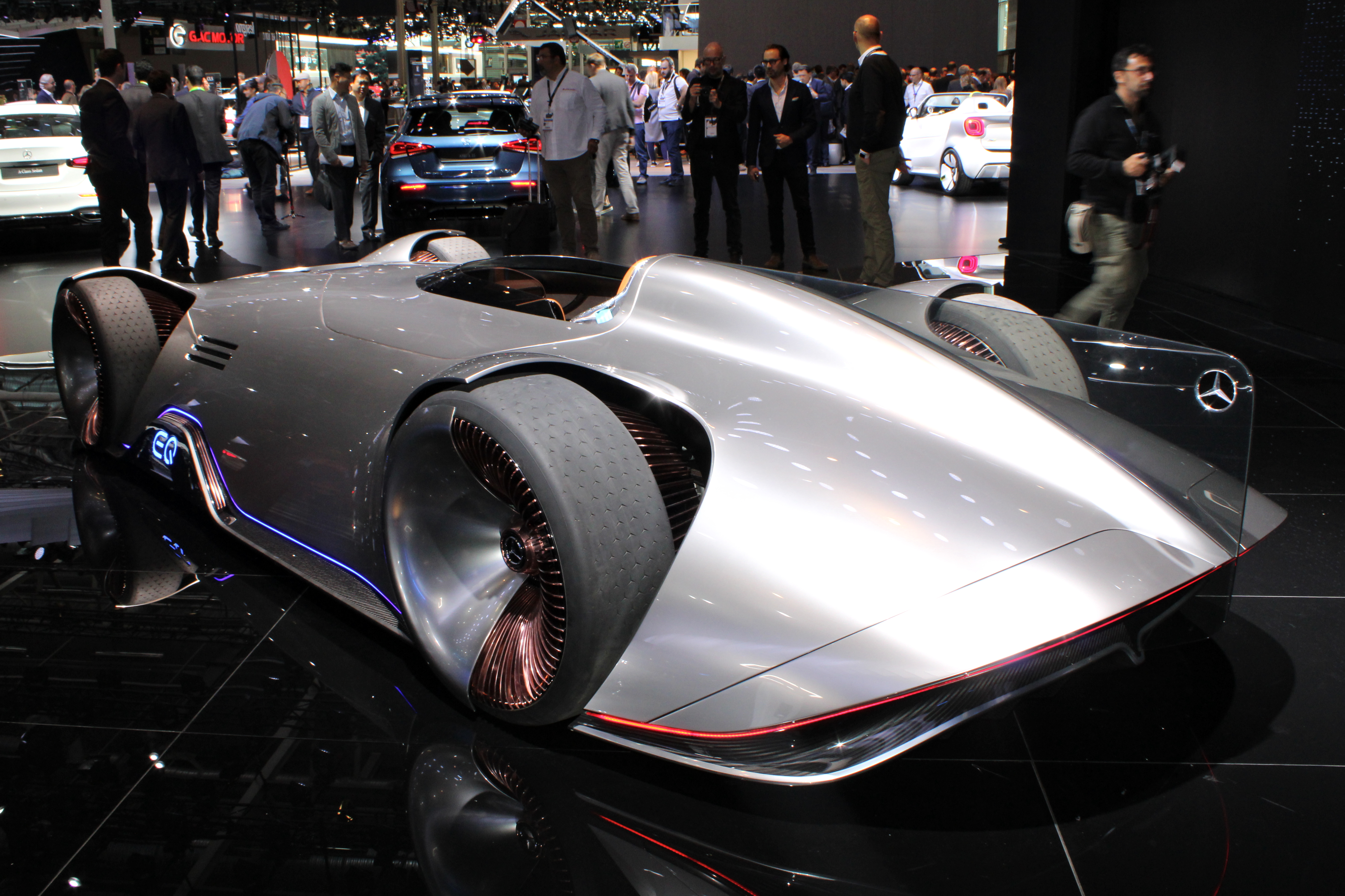
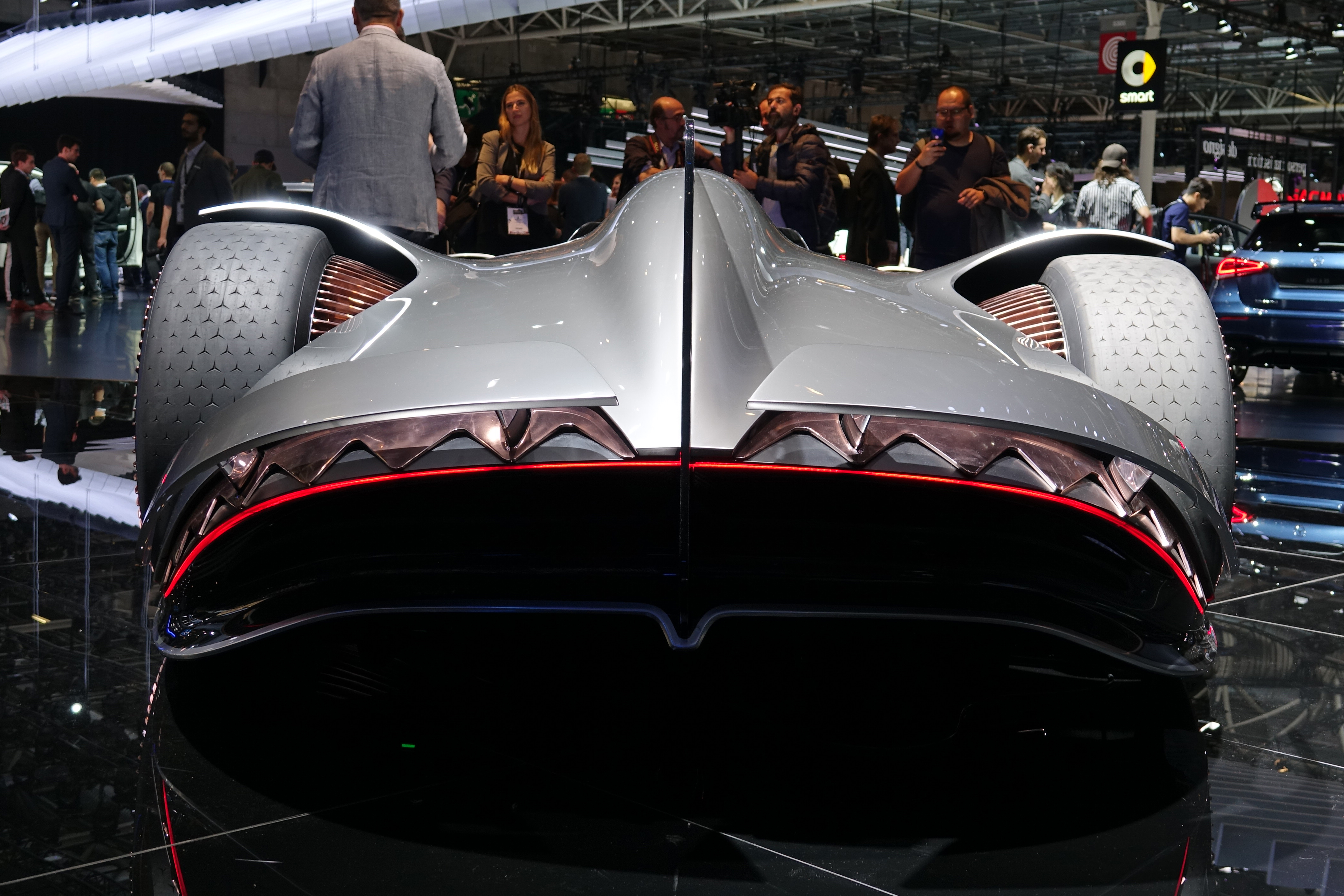
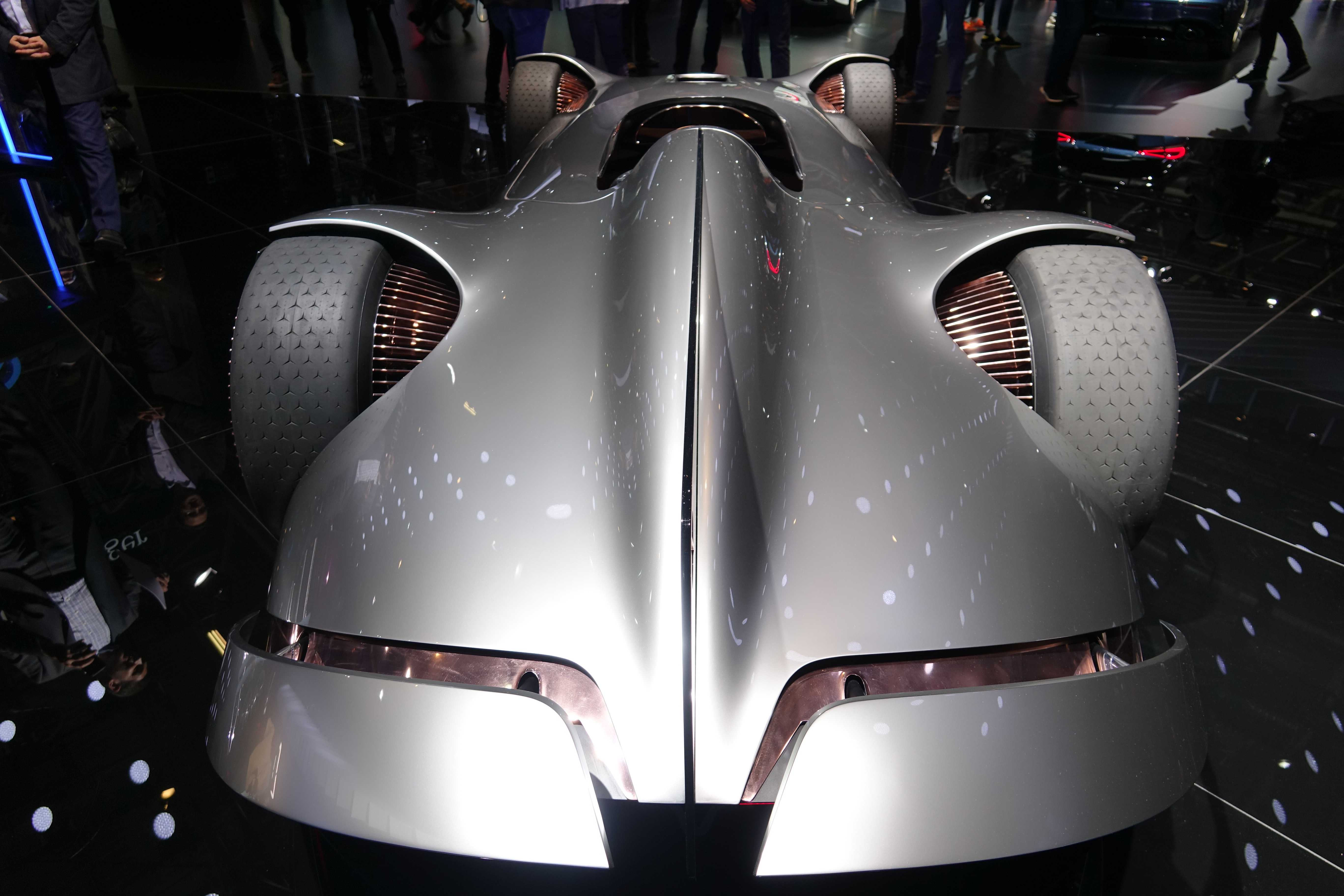
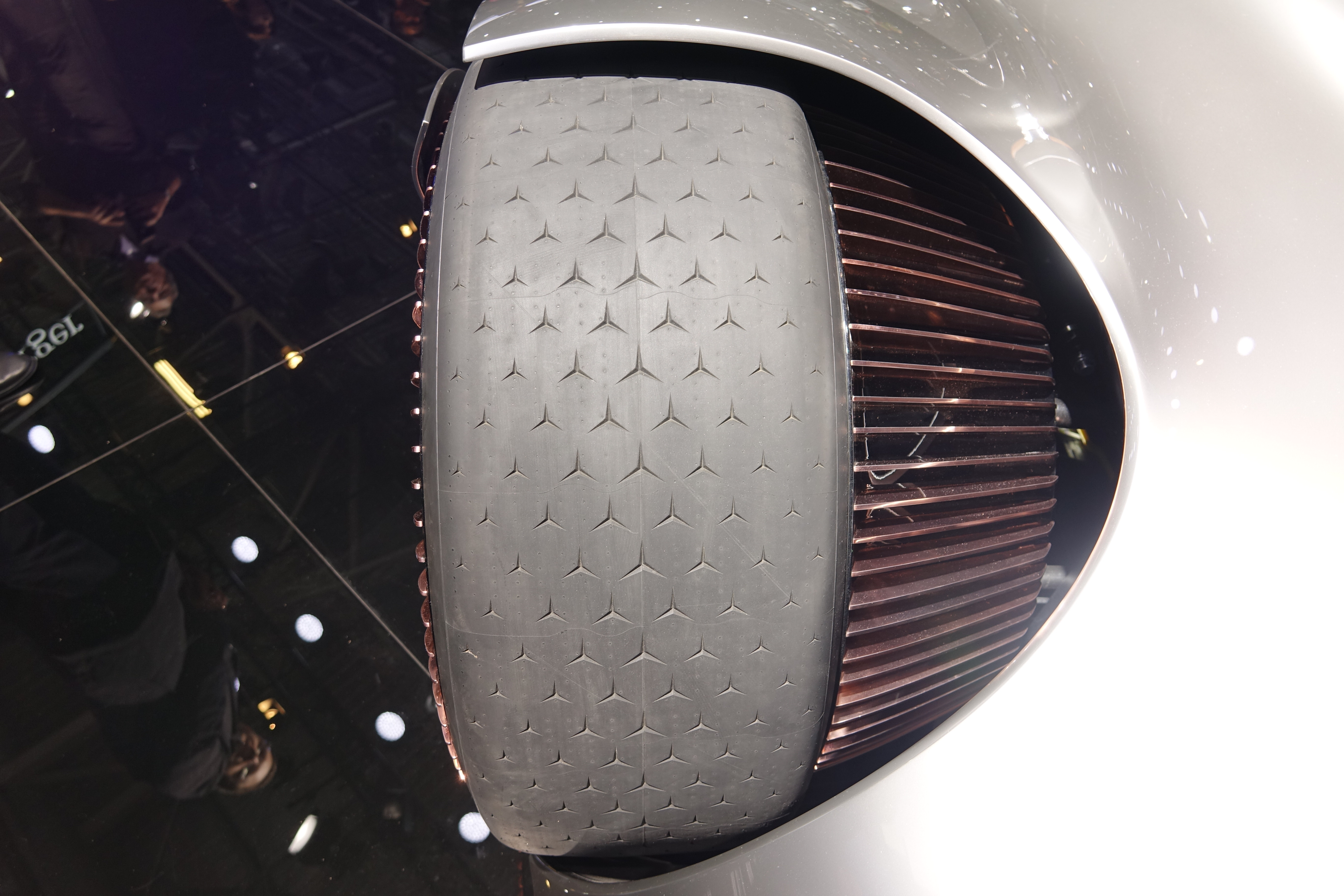
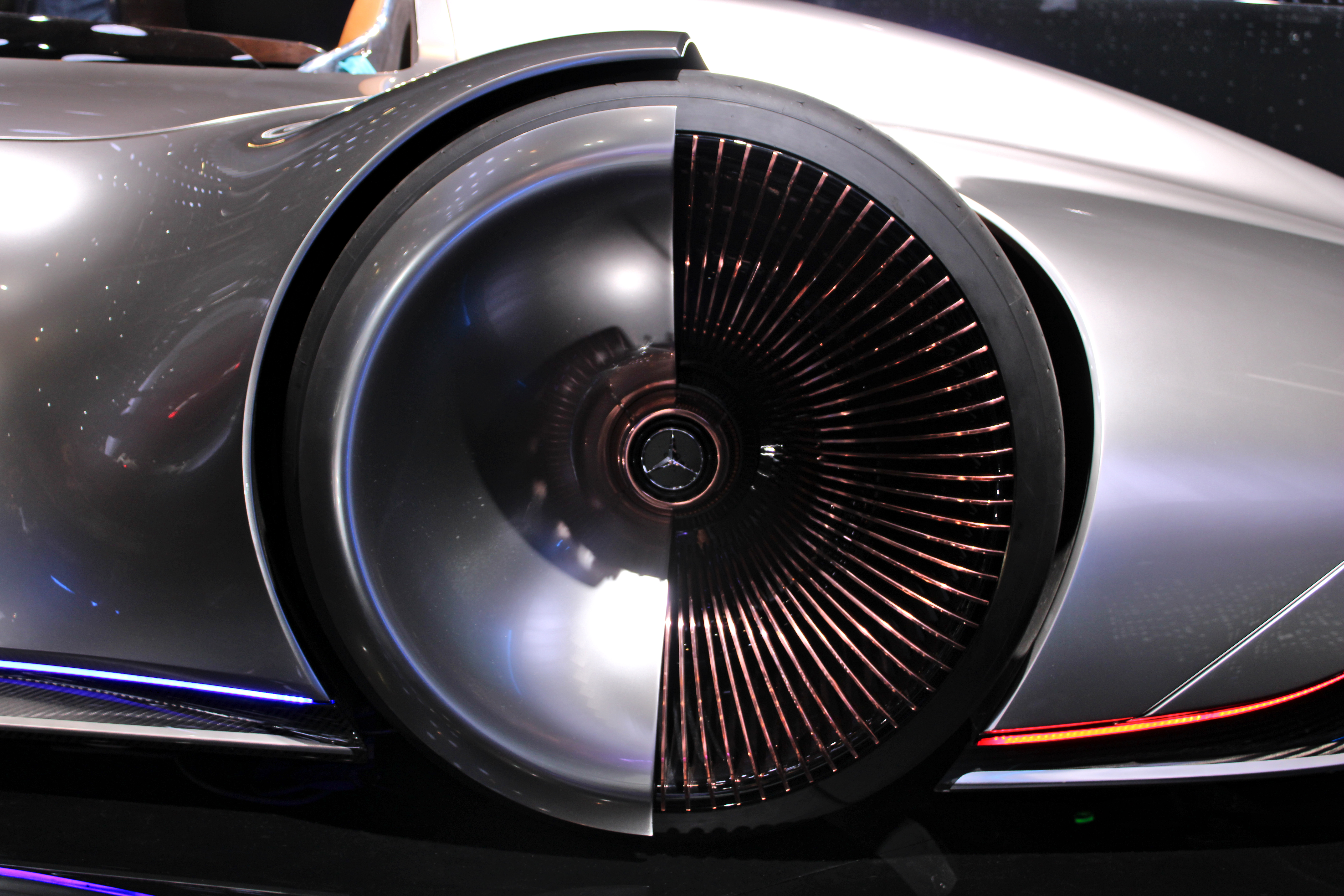